# Franjo Tuđman
Franjo Tuđman (kiejtés: Frányó Tugymán, Veliko Trgovišće, 1922. május 14. – Zágráb, 1999. december 10.) horvát történész és politikus, a Horvát Demokrata Közösség (HDZ) elnöke, a független Horvátország első államfője (1990-1999), előtte 1990 májusától júliusáig a Horvát Szocialista Köztársaság Elnökségének utolsó elnöke volt.

## Élete

### Ifjúkora
Franjo Tuđman 1922. május 14-én született Veliko Trgovišćében, az észak-horvátországi Zagorje régió egyik falujában, amely akkor a Szerb-Horvát-Szlovén Királyság része volt. A család nem sokkal a születése után költözött a ma szülőházaként megjelölt házba. Apja, Stjepan a helyi kocsmát vezette, és a Horvát Parasztpárt (HSS) aktív tagja volt. 16 évig volt a Veliko Trgovišće-i HSS alapszervezet elnöke, 1925–1941 között, majd 1936-ban és 1938-ban pedig Veliko Trgovišće polgármesterévé választották. Apjának testvérei Mato, Andraš és Juraj, az Egyesült Államokba emigráltak. Egy másik testvér, Valentin is megpróbált kivándorolni, de egy utazási baleset megakadályozta, és Veliko Trgovišćében tartotta, ahol (képzetlen) állatorvosként dolgozott.
Franjón kívül Stjepan Tuđmannak volt egy lánya, Danica Ana (aki csecsemőként halt meg), és két fia, Ivica (1924-ben született) és Stjepan „Štefek” (1926-ban született). Franjo Tuđman mindössze hét éves volt, amikor édesanyja, Justina az ötödik gyermek szülés közben meghalt. Tuđman édesanyja, ellentétben apjával és mostohaanyjával hithű katolikus volt. Apja, akárcsak Stjepan Radić, antiklerikális beállítottságú volt, és az ifjú Franjo is átvette nézeteit. Tuđman 1929. szeptember 15. és 1933. június 30. között szülőfalujában járt elemi iskolába, ahol kiváló tanuló volt. 1935 őszétől járt középiskolába. Egyes források szerint a helyi plébánia segítette a fiatal Franjót továbbtanulni, sőt tanára még papi nevelést is javasolt. 15 éves korában apja Zágrábba hozta, ahol találkozott Vladko Mačekkel, a HSS elnökével. Franjo kezdetben a HSS-t kedvelte, de később a kommunizmus felé fordult.  1940. november 5-én a szovjet októberi forradalom évfordulóját ünneplő diáktüntetéseken letartóztatták.

### A második világháborúban
1941. április 10-én, amikor Slavko Kvaternik kikiáltotta a Független Horvát Államot (NDH), a náci Németország és a fasiszta Olaszország bábállamát, Tuđman otthagyta az iskolát, és barátjával, Vlado Stoparral illegális újságokat kezdett terjeszteni. 1942 elején Marko Belinić beszervezte a jugoszláv partizánok közé. Édesapja is csatlakozott a partizánokhoz, és alapítója lett a Horvátországi Nemzeti Felszabadító Állami Antifasiszta Tanácsnak (ZAVNOH). Tuđman elmondása szerint apját az usztasa, az NDH-t irányító fasiszta és ultranacionalista szervezet letartóztatta, egyik testvérét pedig koncentrációs táborba zárták. Végül mindkettőjüknek sikerült életben maradnia, ellentétben a legfiatalabb testvérrel, Stjepannal, akit a partizánokat üldöző Gestapo ölt meg 1943-ban. Tuđman hamis dokumentumokkal ingázott Zágráb és a Zagorje között, amelyek alapján a horvát honvédség tagjaként azonosították. Zagorjében segített megszervezni egy partizánhadosztályt. 1942. május 11-én, miközben Belinić levelét vitte, az usztasák letartóztatták, de a rendőrségről sikerült megszöknie.

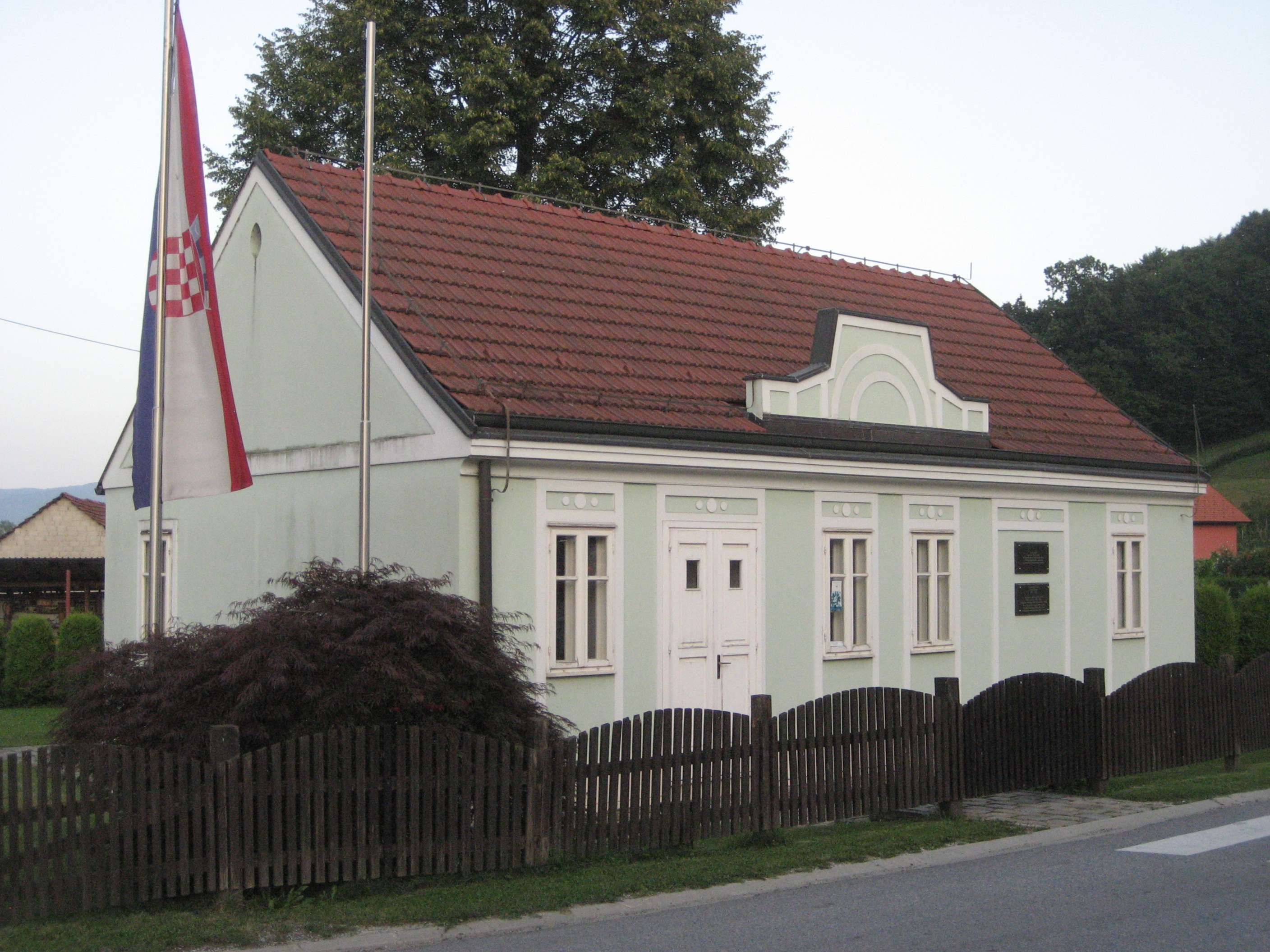
Tuđman szülőháza Veliko Trgovišćén

### Katonai pályája
1945 januárjától Tuđman különböző, Jugoszlávia felszabadításán dolgozó katonai szervezetekben dolgozott. 1945. május 25-én a belgrádi városi tanácson feleségül vette Ankica Žumbart. Ily módon akarták megerősíteni a kommunista mozgalomba vetett hitüket a vallásos rituálékkal szemben. (1945 májusában alkotta meg a kormány azt a törvényt, amely lehetővé tette a polgári esküvőket, kivonva őket az egyházi joghatóság alól.) Még aznap visszatértek dolgozni. 1946. április 26-án apját, Stjepant és mostohaanyját holtan találták. Tuđman soha nem tisztázta haláluk körülményeit. A rendőrség szerint apja, Stjepan megölte feleségét, majd önmagát is. Más elméletek az usztasa gerillákat és a jugoszláv titkosrendőrség (OZNA) tagjait vádolják a gyilkossággal. Franjo és Ankica csak a háború után, Belgrádban szerezték meg a középiskolai végzettséget. Franjo 1945-ben a Partizán Gimnáziumban érettségizett, Ankica pedig öt szemesztert végzett angolból a Jugoszláv Külügyminisztériumban.

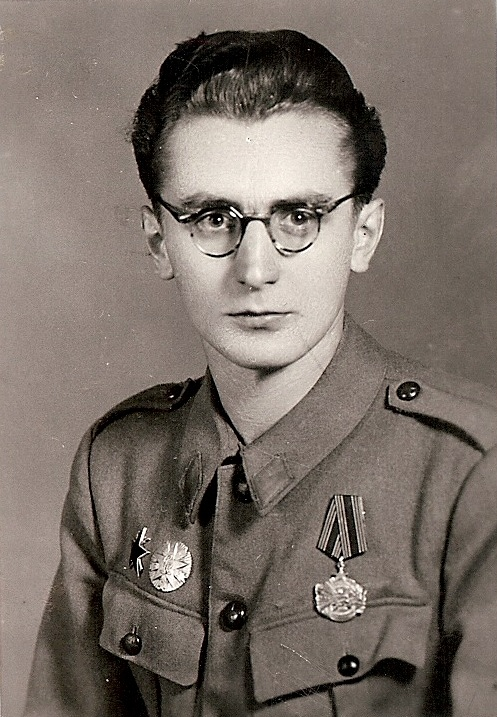
Tuđman fiatal partizánként

Ezután Tuđman hivatalosan is katonai pályára lépett, 1953-ban ezredessé léptették elő. 1954. május 23-án a JSD Partizan Beograd sportegyesület titkára, 1958 májusában pedig elnöke lett. Ő volt az első ezredesi rangú tiszt, aki ezt a pozíciót betöltötte (minden korábbi birtokosa tábornok volt). Azért helyezték ebbe a pozícióba, hogy megoldja a klubon belüli adminisztrációs problémákat, különös tekintettel a futball szakosztályra. Amikor oda érkezett, a JSD Partizan egyfajta hírszerzési csatatér volt, ahol az UDBA és a KOS vezetői küzdöttek a befolyásért. Emiatt a klubok, különösen a futball szakosztály (annak ellenére, hogy figyelemre méltó és jó játékosaik voltak) rossz eredményeket értek el. Klubelnöksége idején vette fel a klub a mai napig használt fekete-fehér csíkos színeket. Tuđmant a színek és a mezek kiválasztásában az olasz Juventus FC ihlette. Tuđman egy olyan klubot akart létrehozni, amelynek pánjugoszláv imázsa lenne, és szembeszállna a kizárólag szerb arculattal rendelkező SD Crvena Zvezdával.  Stjepan Bobek (az FK Partizan korábbi játékosa) azonban azt állította, hogy az egységes színek ötlete valójában az övé volt, amit továbbadott Tuđmannak.
Tuđman közben, mint sok olyan tiszt, aki nem rendelkezett hivatalos katonai végzettséggel a belgrádi katonai akadémiára járt, ahol kitűnő tanulóként 1957. július 18-án végzett. Egyik tanára a jövőbeni tanácsadója, Dušan Bilandžić volt. 1959-ben vezérőrnaggyá léptették elő. 38 évesen ő lett a jugoszláv hadsereg legfiatalabb tábornoka. Előléptetése nem volt kirívó, de szokatlan volt egy horvát esetében, mert a szerbek és montenegróiak nagyobb valószínűséggel váltak magas rangú tisztekké. 1962-ben a hadsereg tábornokainak 70%-át szerbek és montenegróiak tették ki. Tuđman ekkor Belgrádban élt, ahol három gyermeke született.

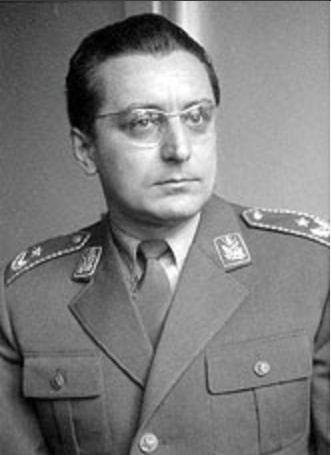
Tuđman a jugoszláv hadsereg vezérőrnagyaként

### Történészi pályája
Tuđman előtt fényes katonai karrier állt, de ő mégis a tudományos életpályát választotta. 1961-ben saját kérésére otthagyta az aktív katonai szolgálatot, és a Horvátországi Munkásmozgalom Történeti Intézetében kezdett dolgozni, amelynek 1967-ig igazgatója volt. 1963-ban a Zágrábi Egyetem Politikatudományi Karának professzora lett, ahol a „Szocialista forradalom és kortárs nemzeti történelem” című kurzust tartotta. A horvát történelem egyre erősödő sajátságos értelmezése azonban a Zágrábi Egyetem számos professzorát, köztük Mirjana Grosst és Ljubo Bobant ellene fordította. 1964 áprilisában Boban nacionalistának minősítette Tuđmant. A Tuđman vezetése alatt álló intézet a jugoszláv történelem alternatív értelmezésének forrásává vált, ami összeütközésbe került a hivatalos jugoszláv történetírással, de Tuđmannak nem volt megfelelő tudományos fokozata, hogy történészként elismertesse magát. Kezdte felismerni, hogy pozíciójának megtartásához doktori címet kell szereznie. Disszertációja „A jugoszláv monarchia válságának okai az 1918-as egyesüléstől az 1941-es összeomlásig” (Uzroci krize monarhističke Jugoslavije od ujedinjenja 1918. do sloma 1941. Zagreb, 1965.) címet viselte, mely összeállítás volt néhány korábban megjelent munkájából. A Zágrábi Egyetem Filozófiai Kara elutasította disszertációját, azzal az indokkal, hogy annak egyes részei már megjelentek. A Zárai Bölcsészettudományi Kar (akkor a Zágrábi Egyetem, ma Zárai Egyetem része) azonban elfogadta, és 1965. december 28-án megszerezte doktori fokozatot.
Disszertációjában kijelentette, hogy a Jugoszláv Királyság összeomlásának elsődleges oka az elnyomó és korrupt rezsim volt. Ez ellentétben áll a kortárs, főáramú jugoszláv történetírással, amely a horvát nacionalizmust tartotta elsődleges okának.  Bogdanov és Milutinović (mindketten szerbek) nem tiltakoztak ez ellen, a zágrábi székhelyű Naprijed kiadó azonban felmondta a szerződést, miután Tuđman megtagadta a könyv néhány vitatott kijelentésének megváltoztatását. Tuđman nyilvánosan támogatta a horvát irodalmi nyelv nevéről és státuszáról szóló Nyilatkozat céljait is. Emiatt zágrábi Horvát Parlament és a Horvát Kommunisták Szövetsége megtámadta, és az általa irányított intézet igazgatósága Tuđman lemondását kérte. 1966 decemberében Ljubo Boban plágiummal vádolta meg Tuđmant, kijelentve, hogy doktori disszertációjának négyötödét az ő munkáiból állította össze. Állításának alátámasztására Boban a Forum magazinban korábban megjelent cikkekből, és saját téziséből nyújtott meggyőző bizonyítékokat. Tuđmant ezután kizárták az intézetből, és 1967-ben nyugdíjba vonulásra kényszerítették.

### Összetűzései a kommunista rendszerrel

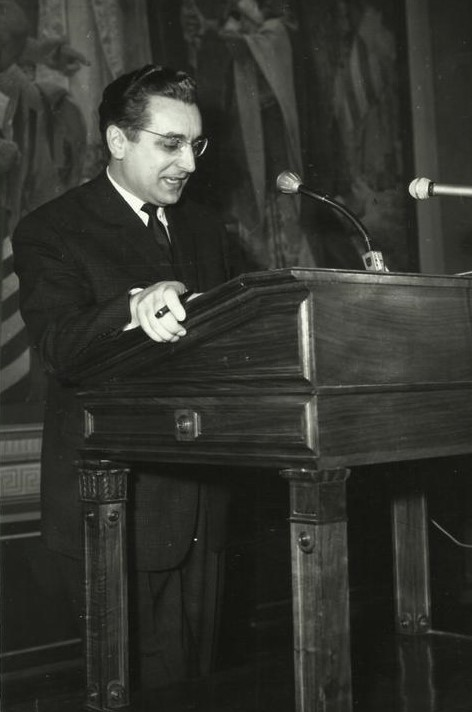
Tuđman beszédet mond 1971-ben a Munkásmozgalmi Intézetben

A partizánháborúról szóló könyve mellett Tuđman cikksorozatot írt a jugoszláv szocialista berendezkedés kritikájáról. Legfontosabb könyve ebből az időszakból a „Nagy eszmék és kis nemzetek” (Velike ideje i mali narodi, Zagreb, 1969.), egy politikatörténeti monográfia, amely a nemzeti és társadalmi elemek összekapcsolódását illetően a világháború alatti a jugoszláv forradalmi háborúban, összeütközésbe hozta a jugoszláv kommunista elit központi dogmáival.
1970-ben a Horvát Írószövetség tagja lett. 1972-ben két év börtönbüntetésre ítélték a horvát tavasz idején folytatott felforgató tevékenységéért. Tuđman saját elmondása szerint Josip Broz Tito jugoszláv elnök személyesen lépett közbe, hogy a bíróság tanúsítson engedékenységet Tuđman ügyében, megkímélve őt egy hosszabb börtönbüntetéstől. A szocialista Horvátország hatóságai emellett kémkedés vádjával szándékoztak vádat emelni Tuđman ellen, amiért 15-20 év szigorított börtönbüntetést is kiszabhattak volna, de a vádat Tito enyhítette. Más források megemlítik, hogy Miroslav Krleža író lobbizott Tuđman mellett.  Büntetését végül Tito kormánya enyhítette, és Tuđmant kilenc hónap letöltése után szabadon engedték.
1977-ben hamisított svéd útlevéllel Svédországba utazott, hogy találkozzon a horvát diaszpóra tagjaival. Utazása észrevétlen maradt a jugoszláv rendőrség számára. Azonban ezen az úton interjút adott a svéd TV-nek a horvátok helyzetéről Jugoszláviában, amelyet később sugároztak. Jugoszláviába visszatérve Tuđmant az interjú miatt 1981-ben ismét bíróság elé állították, és azzal vádolták, hogy „ellenséges propagandát” terjesztett. 1981. február 20-án bűnösnek találták, és három év börtönbüntetésre és 5 év házi őrizetre ítélték. A büntetéséből azonban csak tizenegy hónapot töltött le. 1987 júniusában a horvát PEN-központ tagja lett. 1987. június 6-án feleségével Kanadába utazott, hogy találkozzon a kanadai horvátokkal. Igyekeztek nem beszélni kényes kérdésekről a külföldön élő emigránsokkal, attól tartva, hogy egyesek a jugoszláv titkosrendőrség UDBA ügynökei lehetnek, ami akkoriban általános gyakorlat volt. Kanadában tett utazásai során számos Hercegovinából származó horvát emigránssal találkozott. Ezek egy része később az ország függetlenné válása után horvát kormánytisztviselő lett, közülük a legkiemelkedőbb Gojko Šušak volt, akinek apja és bátyja az usztasa mozgalom tagjai voltak. Ezek a külföldi találkozók az 1980-as évek végén később számos összeesküvés elméletet szültek. E pletykák szerint a hercegovinai horvátok valamilyen módon arra használták fel a találkozókat, hogy hatalmas befolyást szerezzenek a HDZ-n, valamint a függetlenség utáni horvát berendezkedésen belül. Történészként ekkor írt tanulmányt jugoszláviai holokausztról „Bespuća povijesne zbiljnosti” című művében. Ebben azt állította, hogy a jasenovaci haláltáborban (1941-45) csupán 60-70 000 ember halt meg. Az általános közvélekedés az áldozatok számát 500 000 és 600 000 közé teszi.

### Politikai programja
Az 1980-as évek végén, amikor Jugoszlávia az egymásnak ellentmondó nemzeti törekvések által tépázott pusztulása felé közeledett, Tuđman horvát nemzeti programot fogalmazott meg, amelynek lényege a következőképpen foglalható össze. 
- Elsődleges cél a horvát nemzetállam létrehozása; ezért a múltból származó minden ideológiai vitát el kell dobni. Ez a gyakorlatban a kommunistaellenes horvát diaszpóra erős, főként anyagi támogatását jelentette.
- Bár Tuđman végső célja a független Horvátország volt, jól ismerte a bel- és külpolitika realitásait. Legfőbb eredeti javaslata nem egy teljesen független Horvátország, hanem egy konföderációs Jugoszlávia volt, növekvő decentralizációval és demokratizálódással.
- Tuđman Horvátország jövőjét jóléti kapitalista államként képzelte el, amely elkerülhetetlenül közeledik Közép-Európa felé és távolodik a Balkántól.
- A nemzeti konfliktusok égető kérdéseit illetően elképzelése a következő volt: kijelentette, hogy a Jugoszláv Néphadsereg (JNA) által irányított szerb nacionalizmus pusztítást végezhet horvát és boszniai földön. A JNA, egyes becslések szerint a negyedik európai katonai erő, amely ideológiailag és etnikailag is gyorsan szerbizálódott.[38] Tuđman javaslata az volt, hogy a horvátországi szerbek, akik Horvátország lakosságának 12%-át teszik ki, kulturális autonómiát kapjanak a területi autonómia elemeivel.
- Bosznia-Hercegovinát illetően Tuđman ambivalensebb volt: Tuđman nem vette komolyan a különálló Boszniát. Álláspontja szerint Bosznia az oszmán invázió képződménye, azelőtt pedig Horvátország része volt. Boszniának ugyan királysága volt, de katolikus királyság, amely Horvátországhoz kötődött.[39]

1989. június 17-én Tuđman megalapította a Horvát Demokratikus Közösséget (HDZ). Lényegében ez egy nacionalista horvát mozgalom volt, amely a katolicizmuson alapuló horvát értékeket erősítette meg történelmi és kulturális hagyományokkal, amelyeket a kommunista Jugoszláviában általában elnyomtak. A cél a nemzeti függetlenség elnyerése és a horvát nemzetállam létrehozása volt.

### Hatalomra jutása
A Jugoszlávia Kommunista Pártját felbomlasztó belső feszültségek arra késztették a szövetségi köztársaságok kormányait, hogy 1990 tavaszára szabad többpárti választásokat tűzzenek ki. Ezek voltak az első szabad többpárti választások Horvátországban 1913 óta. A HDZ február 24-én megtartotta első kongresszusát. 1990. február 25-én Tuđmant megválasztották a HDZ elnökévé. A választási kampány 1990. március végétől április 20-ig tartott. Tuđman számos támogatót toborzott a diaszpóra hazatért tagjai közül, ezek közül a legfontosabb Gojko Šušak volt. Kampányát leginkább a nemzeti kérdésre alapozta. Kijelentette, hogy a Horvátországban megkeresett dinárnak Horvátországban kell maradnia, kifogásolva ezzel Jugoszlávia fejletlenebb részeinek, illetve a jugoszláv hadsereg támogatását. Kitért a gazdasági válságra, szorgalmazta a piacgazdaság és a parlamentáris demokrácia megújítását, támogatását fejezte ki az Európai Közösséghez való csatlakozás mellett. Azt állította, hogy Jugoszlávia csak konföderációként maradhat fenn. Bár Tuđman kapcsolatban állt a jobboldali antikommunista diaszpórával, fontos hívei voltak a kommunista rendszerből is, köztük Josip Boljkovac és Josip Manolić. Fő ellenfele a választásokon Ivica Račan volt a Horvát Kommunisták Szövetségéből (SKH), aki 1989 decemberében lett az SKH elnöke.
Tuđman Horvátország múltbeli dicsőségéről és függetlenségéről szóló beszédeit azonban nem fogadták jól a horvátországi szerbek. A szerb média erősen bírálta a HDZ-t, lehetséges győzelmüket az NDH újjáélesztéseként ábrázolva. Veljko Kadijevic, a JNA tábornoka a hadsereg és a szocialista Horvátország vezetőinek találkozóján kijelentette, hogy a választások révén újra az usztasa kerül hatalomra Horvátországban. Néhány héttel a választások előtt a hadsereg Horvátország egész területén eltávolította az üzletekből a területvédelmi fegyvereket. A HDZ kampánygyűlésén Benkovacban, mely egy vegyes etnikumú város volt, egy 62 éves szerb férfi gázpisztolyt rántott a pódium közelében. A horvát média Tuđman elleni merényletnek minősítette az esetet. A merénylő, Boško Čubrilović ellen 1990 végén vádat emeltek, de csak a biztonsági személyzet fenyegetéséért ítélték el. Az eset tovább súlyosbította az etnikai feszültséget.
A választásokon végül Tuđman pártja diadalmaskodott, és 60 százalék körüli abszolút többséget, 205 helyet szerzett a 365 tagú horvát parlamentben. Tuđmant 1990. május 30-án választották meg Horvátország elnökévé. A HDZ győzelme után a nacionalista Szerb Demokrata Párt (SDS) gyorsan kiterjesztette befolyását azokon a helyeken, ahol a szerbek a lakosság nagy százalékát alkották. Mivel Jugoszláviában a kommunisták etnikai alapú megosztottsága már akkoriban tény volt, elkerülhetetlennek tűnt, hogy a konfliktusok tovább folytatódjanak a többpárti választásokat követően, amelyek új politikai intézményeket juttattak hatalomra Horvátországban, Szlovéniában és Bosznia-Hercegovinában. Ugyanakkor Szerbiában és Montenegróban a kommunista tisztviselők megtartották tisztségüket.

## Horvátország elnökeként
A választást követő hetekben az új kormány bevezette a kommunista jelképek nélküli horvát zászlót és címert. A „szocialista” kifejezést a köztársaság nevéből törölték. Az alkotmányos változások keretében számos politikai, gazdasági és társadalmi változtatást hajtottak végre.  Tuđman Jovan Raškovićnak, az SDS elnökének ajánlotta fel az alelnöki posztot, de Rašković visszautasította az ajánlatot, és a parlament bojkottálására szólította fel a pártja megválasztott képviselőit. A knini szerb rendőrség független erőként kezdett működni, gyakran nem reagálva a zágrábi parancsokra. Sok kormányzati alkalmazott, főként a rendőrségnél, ahol a parancsnoki pozíciókat főként szerbek és kommunisták töltötték be, elveszítette állását. Ez azon a döntésen alapult, hogy a közszolgálati etnikai struktúrának meg kell felelnie a teljes lakosságon belüli arányoknak.
1990. július 25-én a szerbek gyűlést tattottak a Knintől északra fekvő Srbben. Jovan Rašković 1990 augusztusában népszavazást hirdetett Horvátországban a „szerb szuverenitásról és autonómiáról”, amelyet Tuđman törvénytelennek minősített. Egy sor incidens következett a szerbek által lakott területeken, főként Knin környékén, amelyet „rönkforradalomként” ismertek. A knini lázadás a horvát kormányt a fegyverhiány problémájára összpontosította. A területvédelmi készletek JNA általi elkobzásának hatásait részben megszüntette az új védelmi miniszter Martin Špegelj, aki fegyvereket vásárolt Magyarországról. Mivel nem rendelkezett reguláris hadsereggel, a kormány a rendőrség kiépítésére összpontosított. 1991 januárjában 18 500 rendőr volt állományban, 1991 áprilisában pedig már körülbelül 39 000. 1990. december 22-én a horvát parlament ratifikálta az új alkotmányt. A knini szerbek Észak-Dalmácia és Lika régióiban kikiáltották a Krajinai Szerb Autonóm Területet.
1990 decemberében Tuđman és Milan Kučan szlovén elnök előterjesztette javaslatát Jugoszlávia konföderációs alapon történő szerkezetátalakításáról. Tuđman úgy vélte, hogy a szuverén köztársaságok szövetsége felgyorsíthatja Horvátország csatlakozását az Európai Közösséghez. A jugoszláv köztársaságok vezetői 1991 elején számos találkozót tartottak a növekvő válság megoldása érdekében. 1991. március 25-én Tuđman és Slobodan Milošević találkozott Karađorđevóban. A találkozóról később azt állították, hogy a két elnök megvitatta Bosznia-Hercegovinának Szerbia és Horvátország közötti felosztását. Ezek a hírek azonban olyan személyektől származtak, akik nem voltak jelen a találkozón, és a találkozóról nincs olyan feljegyzés, amely igazolná egy ilyen megállapodás meglétét. Milošević a későbbiekben sem viselkedett úgy, mintha megállapodást kötött volna Tuđmannal. 1991. július 12-én Tuđman Splitben találkozott Izetbegović-tyal és Milošević-csel.

### A horvát függetlenségi háború

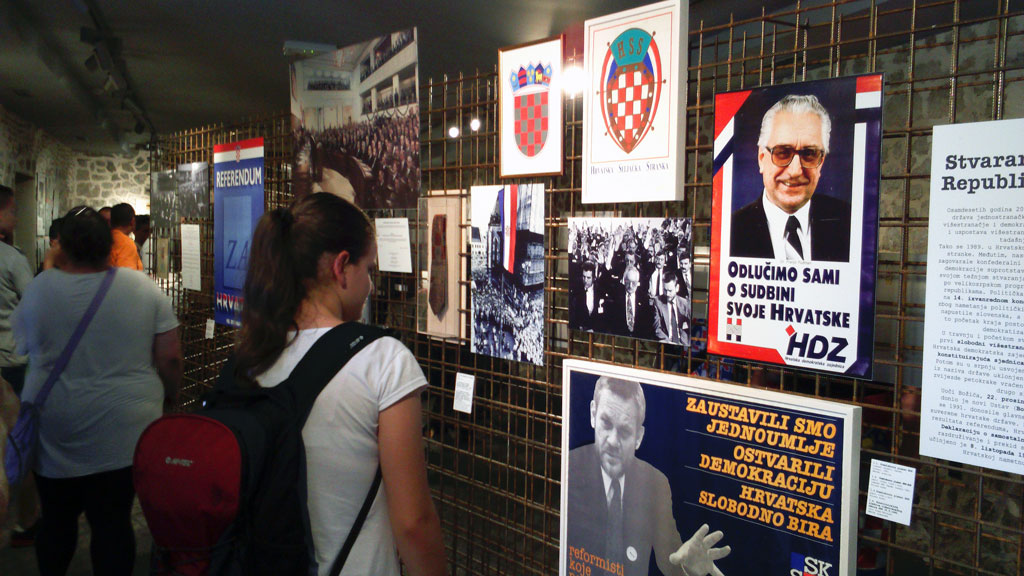
A horvát függetlenségi háború múzeuma Kninben

Március 1-jén került sor a pakráci incidensre, amikor a helyi szerb rendőrség elfoglalta a város rendőrőrsét, és Pakracot a Krajnai Szerb Autonóm Terület részévé nyilvánította. Ez volt az egyik első nagyobb összecsapás a horvát erők és a lázadó krajinai erők között, amelyet a JNA egységei is támogattak. Az incidens végül áldozatok nélkül és a horvát uralom visszaállításával ért véget. Március 31-én a Plitvicei-tavaknál egy horvát rendőrkonvojra csaptak le. Tuđman 1991 tavaszáig a szlovén vezetéssel együtt kész volt elfogadni a Jugoszlávián belüli szuverén államok konföderációjának vagy szövetségének kompromisszumos megoldását. Miután a szerb vezetés elutasította javaslataikat, és egyre gyakoribbá váltak a fegyveres provokációk, Tuđman úgy döntött, megvalósítja a teljes horvát függetlenség gondolatát. 1991. április 25-én a horvát parlament úgy döntött, hogy május 19-én függetlenségi népszavazást tart. A horvátországi szerbek nagyrészt bojkottálták a népszavazást. A részvétel 83,56 százalékos volt, ebből 93,24 százalék, azaz 2 845 521-en szavaztak Horvátország függetlenné válása mellett. Szlovénia és Horvátország is 1991. június 25-én kiáltotta ki függetlenségét Jugoszláviától. A szövetségi kormány válaszul utasította a JNA-t, hogy vegye át az ellenőrzést a szlovéniai határátkelőhelyek felett, ami a tíznapos háborúhoz vezetett. Ennek során a JNA meghátrálásra kényszerült. A tíznapos háború a Brioni-egyezmény aláírásával ért véget, mely három hónapos moratóriumot rendelt el a határozat végrehajtására.
Az 1991 eleji fegyveres incidensek a nyár folyamán totális háborúvá fajultak. Tuđman első terve az volt, hogy elnyerje az Európai Közösség támogatását, elkerülve a közvetlen konfrontációt a JNA-val, melyet Martin Spegelj védelmi miniszter már a konfliktus kezdete óta javasolt. Tuđman elutasította Spegelj javaslatát, mivel az gyengítette volna Horvátország nemzetközi pozícióját, és kétségek merültek fel afelől, hogy a horvát hadsereg készen áll-e a jugoszláv hadsereggel való nyílt összecsapásra. Az alakulóban levő horvát hadsereg 1991 szeptemberében mindössze négy dandárral rendelkezett. Ahogy a háború eszkalálódott, Tuđman megalakította a Nemzeti Egységkormányt, amelybe a parlament legtöbb kis pártjának a tagjait is bevonta, köztük Račan Szociáldemokrata Pártját (SDP) is.
Heves harcok zajlottak Vukováron, ahol mintegy 1800 horvát harcos akadályozta a JNA előrenyomulását Szlavóniába. Vukovár mindkét fél számára óriási szimbolikus jelentőséggel bírt. Enélkül a szerb területi előnyök Kelet-Szlavóniában veszélybe kerültek. A város váratlanul heves védelme a sokkal nagyobb jugoszláv hadsereggel szemben „horvát Sztálingrád”-ot eredményezett. A növekvő veszteségek, a horvát közvélemény panaszai, és a válaszcsapások sikertelensége cselekvésre kényszerítették Tuđmant. Megparancsolta a horvát nemzeti gárdának, hogy kerítse be a JNA támaszpontjait, ezzel elindítva a laktanyai csatákat. Tuđman 1991 szeptemberében Gojko Šušakot nevezte ki új védelmi miniszternek.
1991 októberének elején a JNA fokozta horvátországi akcióit. Október 5-én Tuđman beszédet mondott, amelyben felszólította az egész lakosságot, hogy mozgósítsanak és védekezzenek a szerb vezetésű JNA, a szerb félkatonai alakulatok és a lázadó szerb erők által üldözött „nagyszerb imperializmus” ellen. Két nappal később a jugoszláv légierő miközben Tuđman megbeszélést folytatott Mesić-csel és Marković-csal lebombázta Banski Dvorit, a horvát kormány zágrábi székhelyét, de a résztvevők közül senki sem sérült meg a támadásban.Október 8-án a horvát parlament megszakította Jugoszláviával fennálló kapcsolatait. Tuđman arra kérte a koszovói vezetést, hogy nyisson ott egy második frontot a JNA ellen, és fegyvert ajánlott fel. A koszovói vezetés a fegyveres konfliktus ellen döntött, és támogatta Horvátország függetlenségét, egyúttal felszólította az albánokat, hogy hagyják el a jugoszláv hadsereget.1991 novemberében véget ért a vukovári csata, amelyben a város teljesen elpusztult. A JNA és a szerb irreguláris erők 1991 végére birtokukba vették Horvátország területének körülbelül egynegyedét. 1991 decemberében a Krajnai Szerb Autonóm Terület kikiáltotta a Krajinai Szerb Köztársaságot (RSK). 1991 végéig tizenhat tűzszünetet írtak alá, ám ezek egyike sem tartott egy napnál tovább.
1991. december 19-én Izland és Németország elismerte Horvátország szuverenitását. Sok megfigyelő úgy vélte, hogy Tuđman jó kapcsolata Hans-Dietrich Genscher akkori német külügyminiszterrel nagyban hozzájárult ehhez a döntéshez. A horvátországi ellenségeskedések 1992 januárjában egy időre véget értek, amikor aláírták a Vance-tervet. Tuđman abban reménykedett, hogy az ENSZ békefenntartóinak bevetése megszilárdítja Horvátország nemzetközi határait, de maga Horvátország katonai helyzete továbbra is rendezetlen maradt.

### A boszniai háború
Miközben a horvátországi háború holtpontra jutott, Bosznia-Hercegovinában tovább romlott a helyzet. A JNA Bosznia területét Horvátország elleni offenzívára használta, de elkerülte Hercegovina horvát többségű részét. Tuđman kételkedett abban, hogy Bosznia-Hercegovina túlélheti Jugoszlávia felbomlását, de támogatta integritását, ha kívül marad egy jugoszláv föderáción és szerb befolyáson. Az országban az első horvát áldozatok 1991 októberében estek, amikor Ravno falut megtámadta és elpusztította a JNA. Néhány nappal később Alija Izetbegović boszniai elnök semlegességi nyilatkozatot tett a televízióban, és kijelentette, hogy „ez nem a mi háborúnk”. A bosnyák vezetés kezdetben hajlandóságot mutatott arra, hogy az ország Jugoszlávián belül maradjon, később azonban megváltoztatta politikáját, és a függetlenség mellett döntött. Válaszul a horvát vezetés elkezdett szervezkedni a horvát többségű területeken, és 1991. november 18-án autonóm horvát területi egységként létrehozta a Herceg-Boszniai Horvát Közösséget. A Herceg-Boszniai HDZ vezetéssel tartott találkozóján az 1991 decemberében Tuđman megvitatta Herzeg-Bosznia Horvátországhoz való csatlakozásának lehetőségét, mivel úgy gondolta, hogy a boszniai képviselők azon dolgoznak, hogy Jugoszláviában maradjanak. Bírálta a Herceg-Boszniai HDZ elnökét, Stjepan Kljuićot, amiért Izetbegović mellé állt. 1992 februárjában azonban már arra biztatta a bosznia-hercegovinai horvátokat, hogy támogassák a közelgő boszniai függetlenségi népszavazást.
Izetbegović április 6-án kiáltotta ki az ország függetlenségét, amelyet Horvátország azonnal elismert. A boszniai háború kezdetén horvát-bosnyák szövetség jött létre, bár ez többnyire nem volt problémamentes. A horvát kormány segített felfegyverezni a boszniai horvát és a bosnyák erőket. 1992. július 21-én Tuđman és Izetbegović aláírta a barátságról és együttműködésről szóló megállapodást, amely megalapozta a két hadsereg közötti katonai együttműködést. 1992 szeptemberében további két megállapodást írtak alá az együttműködésről és a további tárgyalásokról Bosznia-Hercegovina belső berendezkedését illetően, de Izetbegović a katonai egyezményt elutasította. 1993 januárjában Tuđman kijelentette, hogy Bosznia-Hercegovina csak három nemzet konföderációs uniójaként maradhat fenn.
Időközben azonban a horvátok és a bosnyákok viszonya megromlott, ami a horvát–bosnyák háborúhoz vezetett. A bosnyák fél azt állította, hogy Tuđman fel akarta osztani Bosznia-Hercegovinát, és ezt a nézetet a nemzetközi közösség egyre inkább elfogadta. Ez megnehezítette Tuđman számára Horvátország érdekeinek védelmét és a horvát többségű Herceg-Bosznia támogatását. A konfliktus eszkalálódásával Horvátország külpolitikája a mélypontra jutott. 1993 során a nemzetközi közösség számos béketervet javasolt. Tuđman és a herceg-boszniai vezetés mindegyiket elfogadta, beleértve az 1993 januárjában közzétett Vance-Owen tervet és az 1993 júliusában ismertté vált Owen-Stoltenberg tervet. Tartós tűzszünetről azonban nem született megállapodás. 1994 elején az Egyesült Államok egyre nagyobb szerepet vállalt a háborúk megoldásában. Aggasztotta őket, hogy a horvát-bosnyák háború a szerbeket segítette, és nyomást gyakoroltak a két félre a végső fegyverszünet megkötésére. A háború a Washingtoni Egyezmény aláírásával 1994 márciusában ért véget. 1994 júniusában Tuđman Szarajevóba látogatott, hogy megnyissa Horvátország ottani nagykövetségét. Találkozott Alija Izetbegović-tyal, és megvitatta a Horvát-Muzulmán Föderáció létrehozását és lehetséges konföderációját Horvátországgal.

### A horvátországi tűzszünet
A jelentős nehézségek ellenére a horvát diplomáciának a következő hónapokban sikerült elérnie a nemzetközi elismerést. Horvátországot az Európai Közösség 1992. január 15-én ismerte el, és május 22-én az Egyesült Nemzetek Szervezetének tagja lett. 1992 áprilisában Washington egyszerre ismerte el Horvátországot, Szlovéniát és Bosznia-Hercegovinát. Az új Clinton-adminisztráció hatalomra kerülése óta következetesen lobbizott a Milošević-csel szembeni kemény irányvonal mellett, amelyet gyakran az akkori külügyminiszter, Madeleine Albright politikájának tulajdonítottak. 1992 májusában Horvátország diplomáciai kapcsolatokat létesített Kínával. Egy évvel később Tuđman volt az első, a korábbi Jugoszláviából kivált olyan államelnök, aki Kínába látogatott.

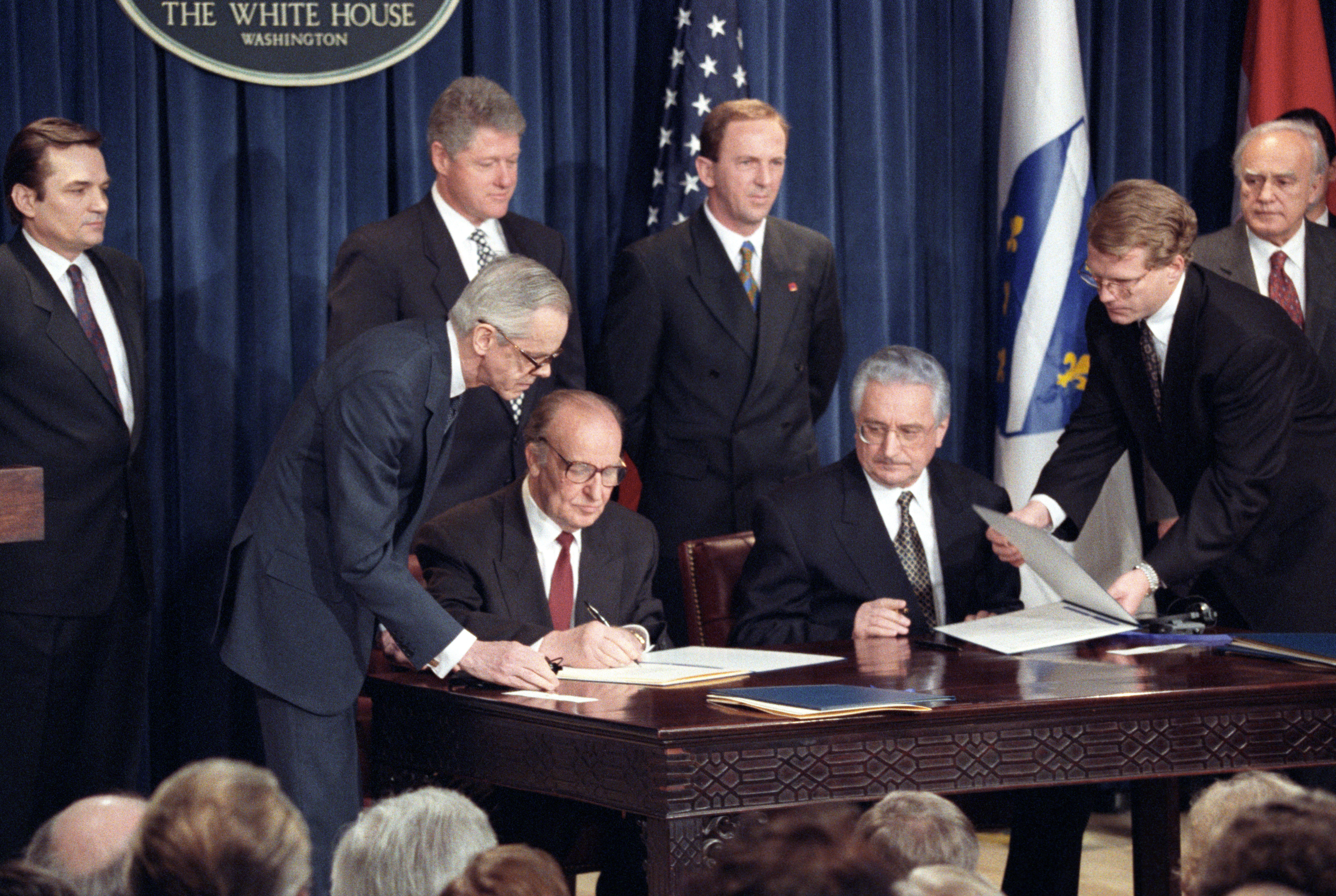
A washingtoni szerződés aláírása 1994. március 18-án

A háború nagy pusztítást és közvetett károkat okozott a turizmusban, a tranzitforgalomban, a befektetésekben stb. Tuđman elnök a közvetlen anyagi károk költségét több mint 20 milliárd dollárra becsülte, Horvátország pedig naponta 3 millió dollárt költött a több százezer menekült ellátására.  Amikor az 1992 januári tűzszünet életbe lépett, Horvátország gazdasága lassan magához tért. Mivel a gazdasági tevékenység folyamatosan élénkült, és a tárgyalások a Krajinai Szerb Köztársaság vezetőivel nem vezettek eredményre, Gojko Šušak védelmi miniszter a katonai megoldás előkészítéseként fegyvervásárlásba kezdett.
1992 augusztusában Tuđman már az első fordulóban megnyerte az elnökválasztást a szavazatok 57,8%-ával. Ezzel párhuzamosan zajlottak a parlamenti választások is, amelyeket szintén az ő pártja, a HDZ nyert meg. A kampány során Dobroslav Paraga, a Horvát Jog Pártjának szélsőjobboldali vezetője azzal vádolta Tuđmant, hogy elárulta a horvát érdekeket, mivel nem vett részt teljes körűen a szerb erőkkel vívott háborúban. Tuđman az usztasa szimbólumok használatával próbálta marginalizálni pártját, ami a külföldi sajtóban Horvátországgal szembeni kritikát váltott ki. Paraga pártja mindössze 5 mandátumot szerzett a parlamentben az elnökválasztáson pedig a szavazatok 5,4%-át tudta megszerezni.
1993 januárjában a horvát hadsereg elindította a Maslenica hadműveletet, és visszafoglalta a Dalmáciát Észak-Horvátországgal összekötő Maslenica-hidat. Bár az ENSZ Biztonsági Tanácsa elítélte a hadműveletet, az események szankciókat nem vontak maga után. Ez a győzelem lehetővé tette Tuđman számára, hogy szembeszálljon azokkal a hazai vádakkal, amelyek szerint gyenge volt a krajinai szerbekkel szemben és az ENSZ-szel való kapcsolataiban. A szerb erőkkel való összecsapások ellenére 1993-ban és 1994-ben a gazdaság általános állapota jelentősen javult, és a munkanélküliség fokozatosan csökkent. 1993. április 4-én Tuđman Nikica Valentićet nevezte ki miniszterelnöknek. Az 1993-as inflációellenes stabilizációs lépések sikeresen csökkentették az inflációt. Az átmeneti valutaként bevezetett horvát dinárt 1994-ben új pénznemre, a kunára cserélték.  A GDP növekedése 1994-ben elérte az 5,9%-ot.

### A háború befejező szakasza
1995 májusában a horvát hadsereg elindította a Villám (Bljesak) hadműveletet, amely az 1992. januári tűzszünet óta a harmadik hadművelet volt a szerbek ellen, és gyorsan visszafoglalta Nyugat-Szlavóniát. Közben a nemzetközi diplomácia elkészítette a Z-4 tervet, amely a Krajinai Szerb Köztársaság (RSK) Horvátországba való visszaintegrálását javasolta. A terv szerint a köztársaság megtarthatta volna zászlaját, saját elnöke, parlamentje, rendőrsége és külön valutája let volna. Tuđman nem volt elégedett a javaslattal, az RSK hatóságai pedig egyenesen elutasították azt. 1995. július 22-én Tuđman és Izetbegović aláírta a felosztási megállapodást, amely mindkét felet a „szerb agresszió elleni közös védekezésre” kötelezte. Tuđman hamarosan tettekre váltotta szavait, és elindította a Nyár '95 (Ljeto ’95) hadműveletet, amelyet a HV és a HVO közös erői hajtottak végre. Ezek az erők elfoglalták a nyugat-boszniai Glamoč és Bosansko Grahovo városokat, gyakorlatilag elszigetelve Knint a Boszniai Szerb Köztársaságtól és a maradék Jugoszláviától.
1995. augusztus 4-én, pénteken hajnali 5:00 órakor Vihar (Oluja) néven Tuđman nyilvánosan engedélyezte az RSK elleni támadást. Megadásra szólította fel a szerb hadsereget és knini vezetésüket, egyúttal felszólította a szerb civileket, hogy maradjanak otthonukban, és biztosítja számukra jogaikat. Helyesnek bizonyult az a döntés, hogy a horvát erők egyenesen Knin, az RSK székhelye felé indulnak, és augusztus 5-én délelőtt 10 órára, a hadművelet második napján a horvát erők minimális veszteséggel már be is hatoltak a városba. Augusztus 8-án reggelre a hadművelet gyakorlatilag véget ért, aminek eredményeként 10 400 négyzetkilométernyi területen sikerült visszaállítani horvát ellenőrzést. Körülbelül 150 000–200 000 szerb menekült el, de közben a horvát erők is számos bűncselekményt követtek el a megmaradt civilek ellen.

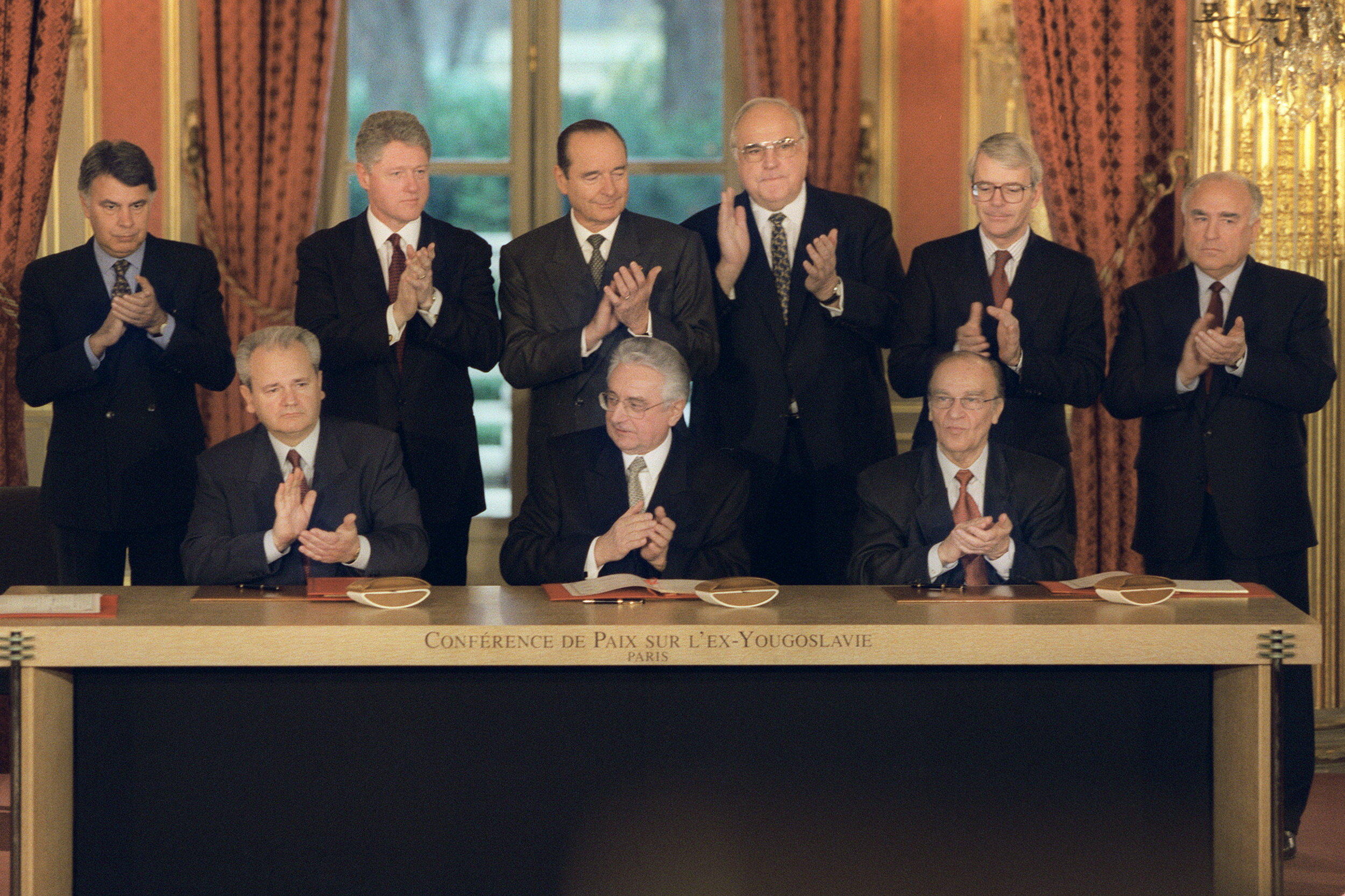
A daytoni szerződés aláírása 1995. november 21-én

Ezután a horvát és a bosnyák erők közös offenzívája következett Bosznia nyugati és északi részén. A boszniai szerb erők gyorsan területet veszítettek, és kénytelenek voltak tárgyalni. A békeszerződésről szóló tárgyalásokat az Ohio állambeli Daytonban tartották. Tuđman ragaszkodott az RSK kezén lévő Kelet-Szlavónia kérdésének megoldásához és annak békés visszatéréséhez Horvátországba. November 1-jén heves vitát folytatott Milošević-csel, aki tagadta a régió vezetése feletti ellenőrzést. Tuđman kész volt megakadályozni a daytoni egyezményt és folytatni a háborút, ha Szlavóniát nem integrálják békésen Horvátországba. Mivel katonailag fölénybe került, Milošević egyetértett kérésével. A boszniai háborút lezáró Daytoni Egyezményt 1995 novemberében dolgozták ki. Tuđman Bosznia-Hercegovina és Szerbia vezetőivel együtt egyik aláírója volt. November 12-én a helyi szerb hatóságokkal aláírták az Erdődi Megállapodást Kelet-Szlavónia, Baranya és a Nyugat-Szerémség Horvátországnak való visszaadásáról, kétéves átmeneti időszakkal. Ezzel véget ért a horvátországi háború. A háborús károkról Horvátországban 1996-ban közzétett hivatalos adatok 180 000 megsemmisült lakóházat, a horvát gazdaság 25%-át, valamint 27 milliárd dolláros anyagi kárt tartalmaznak. A mintegy 150 000 krajnai szerb menekült el Horvátországból.

## A háború utáni politikája
1995-ben parlamenti választásokat tartottak, amelyek eredményeképpen a HDZ 127 parlamenti helyből 75-öt szerzett meg. Tuđman Zlatko Matesát nevezte ki miniszterelnöknek. A választásokat a zágrábi helyhatósági választásokkal egy időben tartották, amelyeket az ellenzéki pártok nyertek meg. Tuđman nem volt hajlandó elfogadni Zágráb javasolt ellenzéki polgármesterét, ami a zágrábi válsághoz vezetett. 1996-ban válaszul a kormánypárttal szemben kritikus rádió 101 rádióállomás sugárzási engedélyének visszavonására nagy tüntetést tartottak Zágrábban. A médiával való bánásmód kritikát váltott ki néhány nemzetközi szervezet részéről. Ilyen volt a „Feral Tribune” című horvát politikai és szatirikus hetilap, mely ellen kormányzati tisztviselők több pert és büntetőeljárást indítottak, valamint a pornográf magazinok számára kivetett adó megfizetésére kényszerítették. Egyes horvátországi ellenzéki pártok azt a nézetet képviselték, hogy Tuđman nem európaivá tette Horvátországot, hanem hozzájárult annak „balkanizálódásához”, valamint, hogy elnöksége alatt despotaként viselkedett. Más pártok, mint például a Horvát Jog Pártja azzal érvelt, hogy Tuđman nem volt elég radikális a horvát állam védelmében.
Horvátország 1996. november 6-án lett az Európa Tanács tagja. 1997. június 15-én Tuđman a szavazatok 61,4%-ával Zdravko Tomacot és Vlado Gotovacot megelőzve ismét megnyerte az elnökválasztást, és megkezdte második ötéves ciklusát. Zágráb polgármestere, miután megnyerte a zágrábi válságot formálisan lezáró 1997-es önkormányzati választásokat Marina Matulović-Dropulić lett. 1998 januárjában Kelet-Szlavóniát hivatalosan is visszacsatolták Horvátországhoz. 1998 februárjában Tuđmant újraválasztották a HDZ elnökévé. Az év elejét nagy tüntetések jellemezték Zágrábban, aminek köszönhetően a kormány áprilisban törvényt fogadott el a nyilvános összejövetelek és demonstrációk szabályozásáról. A háború után Tuđman ellentmondásba keveredett azzal a javaslatával, hogy a náci kollaboránsok által elkövetett gyilkosságok során elhunytak földi maradványait vigyék el és helyezzék örök nyugalomra Jasenovacon. Ezt az elképzelést, melyet Francisco Franco tábornok „Valle de los Caídos” című műve ihletett később elvetette.

### Gazdaságpolitikája
A stabilizációs programok hatására a GDP csökkenése az 1990-es évek elején megállt és pozitív tendenciába fordult. A háború utáni újjáépítések újabb lendületet adtak a növekedésnek. A fogyasztási kiadások és a magánszektor beruházásai, amelyeket a háború alatt elhalasztottak, 1995–97-ben hozzájárultak a gazdasági feltételek javulásához és a növekedéshez. A reál-GDP növekedése 1995-ben 6,8%, 1996-ban 5,9%, 1997-ben pedig 6,6% volt.
1995-ben megalakult a Privatizációs Minisztérium, amelynek első minisztere Ivan Penić volt.  A horvátországi privatizáció még alig kezdődött el, amikor 1991-ben kitört a háború. Az infrastruktúra hatalmas károkat szenvedett el a háború miatt, különösen a bevételekben gazdag turizmus, így a tervgazdaságból a piacgazdaságba való átalakulás lassú és bizonytalan volt. A közvélemény bizalmatlansága megnőtt, amikor sok állami vállalatot piaci áron alul eladtak a jó politikai kapcsolatokkal rendelkezőknek. A kormányzó pártot kritizálták, amiért a vállalkozásokat a párthoz kötődő kiváltságos tulajdonosok csoportjához ruházta át.
A privatizáció módja hozzájárult az állami tulajdon növekedéséhez, mert az eladatlan részvények állami kézbe kerültek. 1999-ben a magánszektor GDP-ből való részesedése elérte a 60%-ot, ami lényegesen alacsonyabb volt, mint más volt szocialista országokban. A nagy állami vállalatok privatizációja a háború alatt és a békekötést közvetlenül követő években gyakorlatilag leállt. Tuđman elnökségének végén Horvátország nagyvállalatainak nagyjából 70%-a még mindig állami tulajdonban volt, ideértve a vizet, az áramot, és az olajat szolgáltató, valamint a közlekedési, a távközlési és a turisztikai vállalatokat.
1998-ban bevezették a hozzáadottérték-adót, és abban az évben a központi költségvetés többletet mutatott.  A fogyasztás fellendülését az 1998 végén a gazdaság recesszióba hanyatlása szakította meg. A bankválság eredményeként 14 bank ment csődbe,  és a GDP növekedése 1,9%-ra lassult. A recesszió 1999-ben is folytatódott, amikor a GDP 0,9%-kal csökkent.  A munkanélküliség az 1996-os és 1997-es 10%-ról 1998-ban 11,4%-ra nőtt. 1999 végére elérte a 13,6%-ot. Az ország, köszönhetően a több éves sikeres makrogazdasági stabilizációs politikának, az alacsony inflációnak és a stabil valutának, 1999 negyedik negyedévében emelkedett ki a recesszióból.

### Külpolitikája

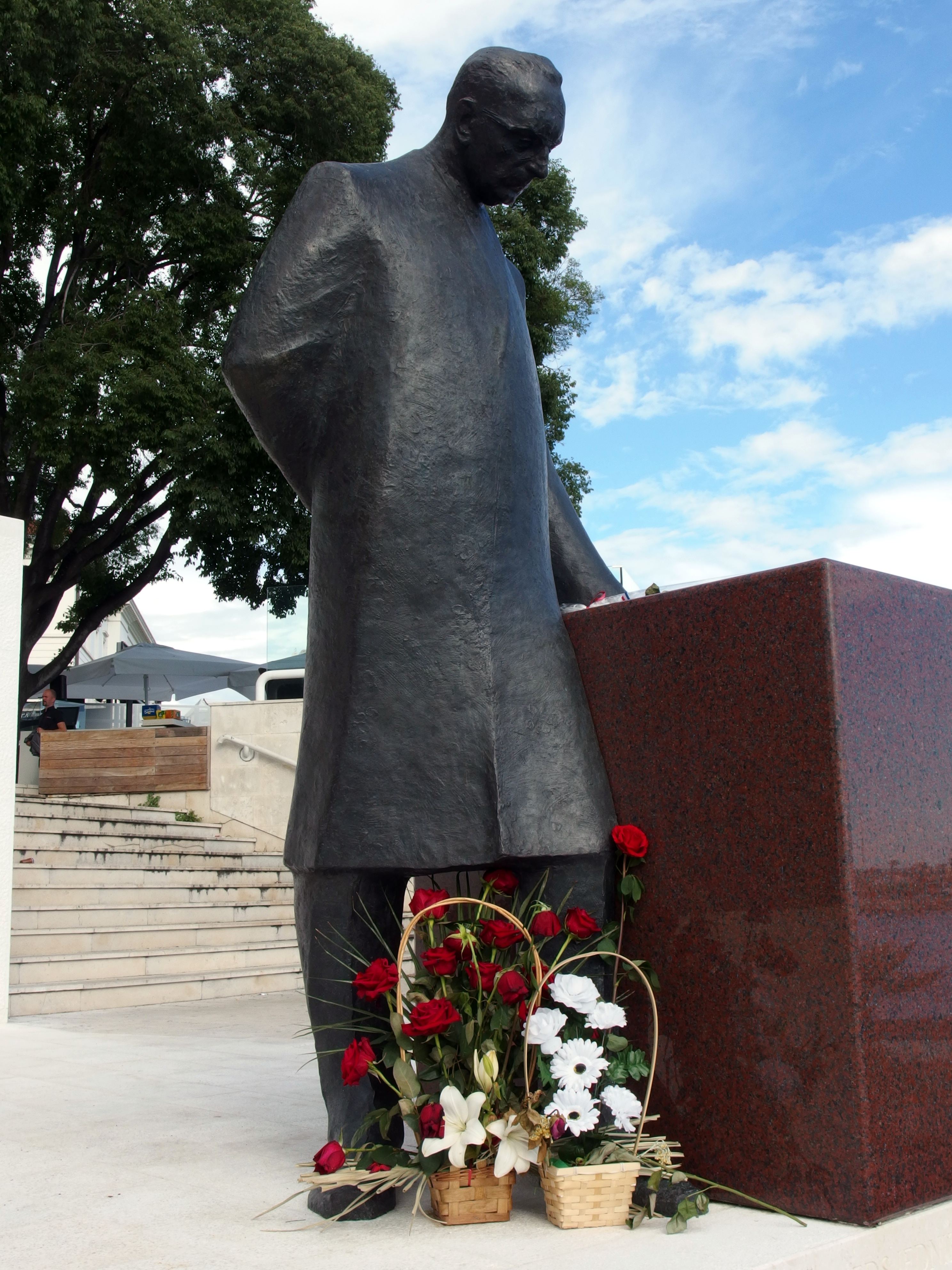
Szobra Splitben a kikötő mellett

1993-tól a Tuđman-elnökség végéig Mate Granić volt a külügyminiszter, aki 1996-ban megállapodást írt alá a kapcsolatok normalizálásáról Jugoszláviával. 1996. szeptember 9-én Horvátország diplomáciai kapcsolatokat létesített Jugoszláviával. A békeszerződés megkötésében a régióban az Egyesült Államok volt a fő közvetítő, mely 1995 után is a legnagyobb befolyással bírt. Az 1995-ös horvát offenzíva nem kapott egyértelmű támogatást az Egyesült Államoktól, de támogatták a horvát területi integritásra vonatkozó követeléseket. A háború utáni horvát-amerikai kapcsolatok azonban nem úgy alakultak, ahogy Tuđman várta. A fő kérdésként a szerb kisebbségek jogait és a nemzetközi törvényszékkel (ICTY) való együttműködést hangoztatták, amelyek 1996 végén és 1997 folyamán a kapcsolatok megromlásához vezettek. Tuđman megpróbálta ellensúlyozni a nyomást Oroszországgal és Kínával való szorosabb kapcsolatokkal. 1996 novemberében Borisz Jelcin orosz elnöktől megkapta a Zsukov-érmet, amelyet az antifasiszta harchoz való hozzájárulásért ítéltek oda.
Horvátország és Bosznia-Hercegovina konföderációja, amelyet a Washingtoni Megállapodás alapján fogadtak el, végül nem valósult meg, és a Horvát-Bosnyák Föderáció is csak papíron maradt. 1996 augusztusában Tuđman és Izetbegović megállapodott a daytoni megállapodás teljes körű végrehajtásáról. Ennek értelmében Herzeg-Boszniát a hónap végéig hivatalosan is fel kellett számolni. 1999-ben megkezdődött a NATO koszovói beavatkozása. Tuđman aggodalmának adott hangot a horvát gazdaságot és turizmust érő, egymilliárd dollárra becsült károk miatt. A kormány ennek ellenére támogatásáról biztosította a NATO-t, és engedélyt adott a NATO-gépeknek Horvátország légterének használatára. Májusban Tuđman azt mondta, hogy a lehetséges megoldás az ENSZ-békefenntartók bevetése Koszovóban, amely lehetővé tenné az albán menekültek visszatérését, míg a jugoszláv erők visszavonulnának a szerb többségű Észak-Koszovóba.

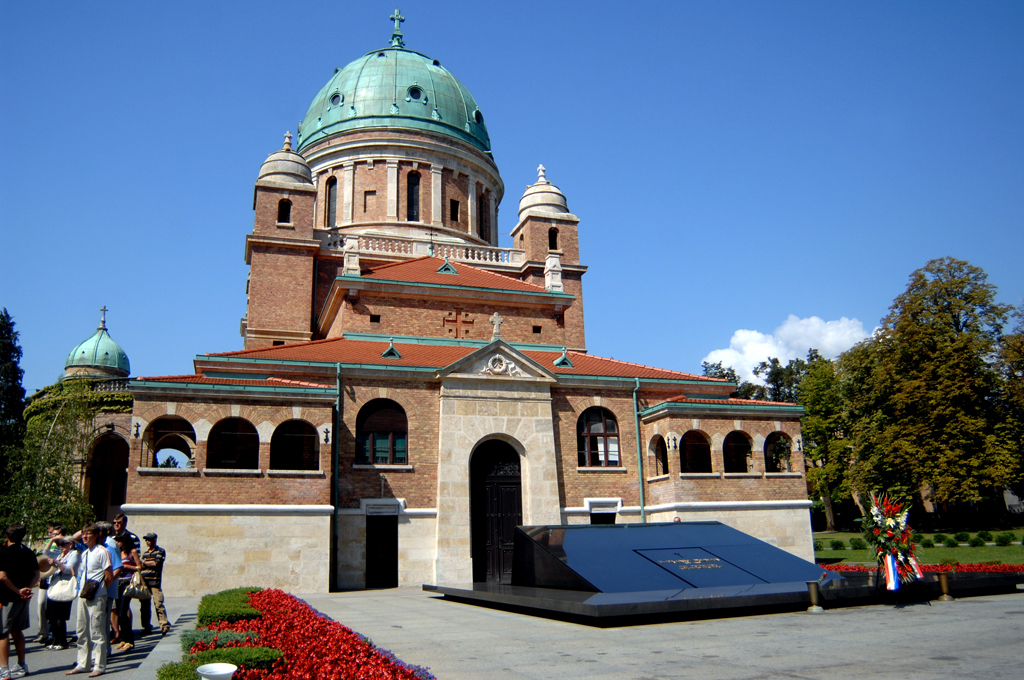
Tuđman sírja a Mirogoj temetőben

## Betegsége és halála
Tuđmannál 1993-ban rákot diagnosztizáltak. Az 1990-es évek végére általános egészségi állapota megromlott. 1999. november 1-jén mutatkozott utoljára a nyilvánosság előtt. Az ellenzéki pártok a kórházi kezelés alatt megvádolták a kormányzó HDZ-t: eltitkolta a tényt, hogy Tuđman már meghalt, és hogy a hatóságok titkolják halálát annak érdekében, hogy több mandátumot szerezzenek a közelgő 2000 januári általános választásokon. Tuđman halálát hivatalosan 1999. december 10-én jelentették be. A gyászmisét a zágrábi székesegyházban tartották, mely után a Mirogoj temetőben díszsírhelyen temették el.
Az egykori zágrábi amerikai nagykövet Tuđman halála kapcsán a múlt és jövő kapcsán ezt nyilatkozta: „Tuđmannak két álma volt: az egyik a független Horvátország megteremtése, a másik pedig az Európához való csatlakozás. Első álmát megvalósította, halála pedig megnyithatja az utat a második cél elérése felé.” 

## Magyarul megjelent művei
- Népek történelmi sorsa. Válogatott írások; ford. Fehér Tilda; Magyarországi Horvát Vállalkozók Közössége és a Magyarországi Horvátok Országos Önkormányzata, Bp., 1997

## Fordítás
- Ez a szócikk részben vagy egészben  a   Franjo Tuđman című angol Wikipédia-szócikk ezen változatának fordításán alapul.  Az eredeti cikk szerkesztőit annak laptörténete sorolja fel. Ez a jelzés csupán a megfogalmazás eredetét és a szerzői jogokat jelzi, nem szolgál a cikkben szereplő információk forrásmegjelöléseként.